# John Komba
John Damiano Komba, né le 18 mars 1954 dans le district de Mbinga (région de Ruvuma) et mort le 28 février 2015 à Dar es Salam, est un officier, un directeur de théâtre, un musicien et un homme politique tanzanien.

## Biographie
Diplômé en éducation du Kleruu Teachers College (1976), il fréquente une école d'officiers en 1978-1979 puis sert dans l'armée tanzanienne. Il la quitte en 1992 avec le grade de capitaine.
Il se joint alors au Tanzania One Theatre (TOT) et en assume la direction exécutive jusqu'en 2005.

### Politique
En 2005, il est élu député au Parlement tanzanien pour la circonscription de Mbinga West et siège avec le parti majoritaire, le Chama Cha Mapinduzi, dont il est membre du Comité national exécutif depuis 1987,.